# برشاوشان هرمي
برشاوشان هرمي (الاسم العلمي: Adiantum pyramidale) هو نوع من النباتات يتبع جنس البرشاوشان من الفصيلة الديشارية.